# 謝冠生 (京劇)
謝冠生（又名謝孟家，1971年—），台灣京劇表演藝術家，工武丑（開口跳，重武打動作的丑角演員）。
國立國光劇藝實驗學校（現在的國立台灣戲曲學院木柵校區）第2期、國立台灣藝術學院（現在的國立台灣藝術大學）戲劇學系畢業。
參加京劇表演工作多年，先考進中華民國陸軍的陸光劇隊，軍方的京劇隊精簡後，考進國立國光劇團。
主要演出作品有《廖添丁》（現代京劇；京劇現代戲）、《風火小子紅孩兒》（兒童京劇）、《大劈棺》（神話題材傳統京劇）、《時遷偷雞》（傳統京劇中的武丑經典劇目，包含大量武術動作特技和代表偷吃烤雞的吞火特技）等。